# Christopher Cradock
Sir Christopher George Francis Maurice Cradock (Hartforth, 2 de julho de 1862 – Próximo de Coronel, 1 de novembro de 1914) foi um almirante britânico que comandou a frota de britânica durante a Batalha de Coronel em 1914.

## Biografia
Cradock nasceu em Hartforth, Richmond, North Yorkshire, em 2 de julho de 1862. Em 1875, entrou para a Marinha Real Britânica, atuando no Mar Mediterrâneo onde se destacou. Em 1900, durante o Levante dos Boxers comandou a frota aliada composta por britânicos, japoneses e alemães durante a captura do Forte Taku. Recebendo a Ordem da Coroa da Prússia como condecoração. Em 1910, Cradock foi promovido a contra-almirante. Em 1911, ajudou no salvamento dos passageiros e tripulantes do SS Dehli, e em 1912, foi condecorado com a Real Ordem Vitoriana. Em 1913, assumiu o comando da Estação da América do Norte e Índias Ocidentais.

## Batalha de Coronel
Quando a Primeira Guerra Mundial começou em agosto de 1914, Cradock foi-lhe ordenado perseguir e destruir a frota do vice-almirante Maximilian von Spee, mesmo com uma frota mais fraca, Cradock teve que cumprir as ordens. Em Halifax, Canadá embarcou no HMS Good Hope, um velho navio composto por reservistas inexperientes, e partiu até Port Stanley, Malvinas. Ao sair de Port Stanley, Cradock deixou uma carta para ser entregue ao almirante Hedworth Meux em caso de sua morte. Cradock escreveu que não queria o mesmo destino do contra-almirante Ernest Troubridge, que foi levado à Corte Marcial por não ter enfrentado o inimigo, mesmo sendo este mais poderoso, durante a perseguição ao SMS Goeben e o SMS Breslau. De acordo com o Governador das Malvinas e seu assessor, Cradock não esperava sobreviver.
Quando a velha frota de Cradock, composta pelo Good Hope, HMS Monmouth, HMS Glasgow e HMS Otranto, encontrou a frota do almirante Maximilian von Spee, composta pelo SMS Scharnhorst, SMS Gneisenau, SMS Leipzig, SMS Dresden e SMS Nürnberg, a algumas dezenas de quilômetros da cidade chilena de Coronel, as duas frotas não se enfrentaram inicialmente, Spee esperava anoitecer para atacar, ao entardecer, precisamente às 17hs10mins, Cradock decidiu atacar reunindo seus navios, rumou para o Oeste e tentou cortar a linha alemã, mas Spee diminuiu a velocidade da sua frota. Às 18hs18mins, Cradock tenta novamente cortar a linha alemã, mas Spee vira sua frota impedindo-o novamente. Às 18hs50mins, Spee decide atacar, os britânicos tiveram problemas para responder ao fogo inimigo, muitas de suas casamatas localizavam-se perto da linha d'água caso fossem abertas para que seus canhões pudessem atacar, a água do mar, que nesse dia estava agitado, entraria nos navios. Cradock tenta cortar novamente a linha inimiga, com isso a artilharia alemã atacou com toda a sua força e precisão. O Good Hope ficou seriamente danificado e em chamas assim como o Monmouth, ambos agora eram alvos fáceis no meio da escuridão. Às 19hs57mins, o Good Hope, afundou matando todos os tripulantes, inclusive Cradock. Às 21hs18mins, o Monmouth também afundou, os britânicos perderam.